# Dolly Jones (trompetista)
Dolly Jones (Chicago, Illinois, 27 de novembre de 1902 - Bronx, Nova York, agost de 1975), també coneguda com a Doli Armenra i Dolly Hutchinson, va ser una trompetista i trombonista de jazz. Va ser la primera trompetista de jazz femenina que es va gravar.
La seva mare Diyaw (de vegades escrita amb Diyah o Dyer) Jones era una trompetista de jazz anterior a Armstrong que també va ensenyar a Valaida Snow ("Reina de la trompeta"). El seu pare tocava el saxo. Tot i que la seva mare li va ensenyar a tocar la trompeta, Jones va ser autodidacta. Ella i la seva mare van adoptar el cognom Armenra (de vegades escrit Armenera o Amenra).
Amb la seva mare i el seu pare, va formar part de la Jones Family Band, que va treballar amb Josephine Baker el 1919. A principis de la dècada de 1920, va formar un trio, The Three Classy Misses, a Kansas City. Jones va fer una gira com a trombonista a les bandes de Ma Rainey al Grand Theatre de Chicago i va ser cornetista de les gravacions d'OKeh d'Al Wynn. Va fer una gira amb Ida Cox el 1928 i amb Harlem Harlicans de Lil Hardin Armstrong a principis dels anys trenta. La banda va actuar al Teatre Lafayette i l'Apollo Theatre de Nova York i al Regal Theatre de Chicago. El 1932 va formar la seva pròpia banda, Twelve Spirits of Rhythm. A la ciutat de Nova York, va formar part d’una banda multiracial de 15 membres, Disciples of Swing. Aquesta banda es va presentar com a "set blancs, set de colori Dolly".
Jones va ser la primera trompetista femenina que va gravar un disc de jazz. Va participar en dues sessions d'enregistrament: el 1926, Gut Bucket Five d'Albert Wynn (inclòs amb Barney Bigard) i el 1941 al Sextet Stuff Smith.
Va fer de trompetista a Miss Watkins, "a little girl from Birmingham", al film musical d'Oscar Michaux del 1936 Swing! Acreditada com a "Doli Armena", no té cap paper parlant a la pel·lícula, però interpreta la trompeta diverses vegades, tocant les cançons "I May Be Wrong (But I Think You're Wonderful)" i "China Boy". També va aparèixer com a extra a la pel·lícula de 1938 de Michaux, God Step Children.
Va continuar tocant als anys setanta amb Eddie Barefield.
Va estar casada breument amb el saxofonista Jimmy "Hook" Hutchinson, durant el qual va començar a utilitzar el seu cognom professionalment.